# 周叔弢

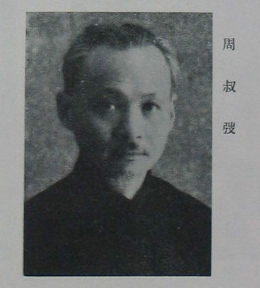

周叔弢（1891年7月18日—1984年2月14日），原名明扬，后改名暹，字叔弢，男，安徽省建德县（今安徽省东至县）人，中华人民共和国政治人物，原副国级领导人。中国实业家、文物鉴赏家、收藏家，周馥之孙，清末进士周学海之子。

## 生平
周叔弢出生于扬州，辛亥革命后先后前往上海、天津。1919年时跟随其叔父、实业家周学熙经商，曾担任过青岛华新纱厂专务董事、唐山华新纱厂董事兼经理、天津华新纱厂经理、开滦矿务局董事、启新洋灰公司董事、耀华玻璃公司董事等职。抗日战争期间在天津寓居。1945年任新洋灰公司协理、总经理。中华人民共和国成立后，担任过天津市副市长，全国工商联副主任委员。
1982年10月立下遗嘱，敦嘱丧事从简。全文如下：
|                            | 我平生无他长，只是不说假话。临终之时，实能心地坦然无愧于中。我死之后，千万不要发讣告，千万不要开追悼会，千万不要留骨灰盒。投之沧海以饱鱼虾毋为子孙。累存款五年定期壹万元，国库券壹万五千元全数本息上交国家。在四化大海中添一滴水。 |
| ——一九八二年十月弢翁至嘱。 | |

1984年在天津逝世。

## 社会兼职
曾任第一至五届全国人大常委，第二届全国政协常委，第六届全国政协副主席等职。

## 轶事
- 周叔弢曾经向刘少奇请教关于资本主义发展和剥削问题的看法，刘少奇则向他解释了马克思主义的观点，认为资本主义在一定历史条件下是有进步性和历史功绩的，鼓励他多开工厂[4]。
- 1951年8月20日，周叔弢将家藏一册《永乐大典》捐出并致信：“仆旧藏《永乐大典》一册，杭字韵，卷7602至7603，谨愿捐献贵馆，……珠还合浦，化私为公，此亦中国人民应尽之天责也。”，1950年代至1970年代间曾将自己收藏的3.6万余册图书以及1200余件文物捐献给国家。[2][3]

## 家庭
周叔弢共有七子三女，其中包括历史学家周一良、翻译家周珏良、植物学家周以良、微生物学家周与良等。